# Kabinett Godmanis II
Das Kabinett Godmanis II war die vierzehnte Regierung Lettlands nach der Unabhängigkeit 1990. Es amtierte vom 20. Dezember 2007 bis zum 12. März 2009.
Nach dem Versuch von Regierungschef Aigars Kalvītis den Leiter der Anti-Korruptionsbehörde (KNAB) Aleksejs Loskutovs zu entlassen, führten öffentliche Proteste dazu, dass Kalvītis am 5. Dezember 2007 zurücktrat. Der bisherige Innenminister Ivars Godmanis (LPP/LC), der bereits von 1990 bis 1993 Ministerpräsident war, wurde Ministerpräsident der neuen Regierung, die sich wie die Vorgängerregierung auf die Fraktionen Volkspartei (TP), Lettlands erste Partei/Lettlands Weg (LPP/LC), Bündnis der Grünen und Bauern (ZZS) und Für Vaterland und Freiheit (TB/LNNK) stützte. Sie verfügte über 59 der 100 Parlamentssitze.
Das Platzen einer Immobilien- und Kreditblase führte im Laufe des Jahres 2008 zu einer Rezession. Die Arbeitslosigkeit stieg, die Immobilienpreise sanken, der private Konsum brach ein. Ende 2008 gewährte der IWF einen Beistandskredit, der von EU, Weltbank, Osteuropabank und mehreren europäischen Staaten auf insgesamt 7,5 Milliarden Euro aufgestockt wurde. Im Gegenzug musste sich die lettische Regierung zu drastischen Sparmaßnahmen verpflichten. Diese führten zu Protesten der Bevölkerung. Nachdem TP und ZZS der Regierung die Unterstützung entzogen hatten, reichte Ministerpräsident Godmanis am 20. Februar 2009 seinen Rücktritt ein. Mit der Bildung einer Regierung wurde der Europaabgeordnete und frühere Finanzminister Valdis Dombrovskis (JL) betraut. Der neuen Regierung gehörten, neben den bisherigen Regierungsparteien RB/LNNK, TP und ZZS, die Neue Ära (JL) und die neu gegründete Bürgerunion (PS) an.

## Kabinettsmitglieder
| Ressort                                         | Name                          | Partei                           | Partei  | Amtszeit                              |
| ----------------------------------------------- | ----------------------------- | -------------------------------- | ------- | ------------------------------------- |
| Ministerpräsident                               | Ivars Godmanis                |                                  | LPP/LC  | 20. Dezember 2007 – 12. März 2009     |
| Verteidigungsminister                           | Vinets Veldre                 |                                  | TP      | 20. Dezember 2007 – 12. März 2009     |
| Außenminister                                   | Māris Riekstiņš               |                                  | TP      | 20. Dezember 2007 – 12. März 2009     |
| Minister für Kinder und Familien                | Ainars Baštiks                |                                  | LPP/LC  | 20. Dezember 2007 – 15. Februar 2009  |
| Minister für Kinder, Familien und Integration   | Ainars Baštiks                | 15. Februar 2009 – 12. März 2009 | LPP/LC  |                                       |
| Wirtschaftsminister                             | Kaspars Gerhards              |                                  | TB/LNNK | 20. Dezember 2007 – 12. März 2009     |
| Finanzminister                                  | Atis Slakteris                |                                  | TP      | 20. Dezember 2007 – 12. März 2009     |
| Innenminister                                   | Mareks Segliņš                |                                  | TP      | 20. Dezember 2007 – 12. März 2009     |
| Ministerin für Bildung und Wissenschaft         | Tatjana Koķe                  |                                  | LZS     | 20. Dezember 2007 – 12. März 2009     |
| Kulturministerin                                | Helēna Demakova               |                                  | TP      | 20. Dezember 2007 – 3. Februar 2009   |
| Kulturminister                                  | Edgars Zalāns (kommissarisch) |                                  | TP      | 3. Februar 2009 – 12. März 2009       |
| Sozialministerin                                | Iveta Purne                   |                                  | LZS     | 20. Dezember 2007 – 12. März 2009     |
| Minister für Regionale Entwicklung und Kommunen | Edgars Zalāns                 |                                  | TP      | 20. Dezember 2007 – 12. März 2009     |
| Verkehrsminister                                | Ainārs Šlesers                |                                  | LPP/LC  | 20. Dezember 2007 – 12. März 2009     |
| Justizminister                                  | Gaidis Bērziņš                |                                  | TB/LNNK | 20. Dezember 2007 – 12. März 2009     |
| Gesundheitsminister                             | Ivars Eglītis                 |                                  | TP      | 20. Dezember 2007 – 12. März 2009     |
| Umweltminister                                  | Raimonds Vējonis              |                                  | LZP     | 20. Dezember 2007 – 12. März 2009     |
| Landwirtschaftsminister                         | Mārtiņš Roze                  |                                  | LZS     | 20. Dezember 2007 – 12. März 2009     |
|                                                 |                               |                                  |         |                                       |
| Minister für besondere Angelegenheiten          |                               |                                  |         |                                       |
| Elektronische Regierung                         | Ina Gudele                    |                                  | LZS     | 20. Dezember 2007 – 15. Mai 2008      |
| Elektronische Regierung                         | Signe Bāliņa                  |                                  |         | 15. Mai 2008 – 12. März 2009          |
| Soziale Integration                             | Oskars Kastēns                |                                  | LPP/LC  | 20. Dezember 2007 – 31. Dezember 2008 |
| EU-Fördermittel                                 | Normunds Broks                |                                  | TB/LNNK | 20. Dezember 2007 – 31. Dezember 2008 |

## Parteien
|  | Partei                                        |
|  | --------------------------------------------- |
|  | Lettlands erste Partei/Lettlands Weg (LPP/LC) |
|  | Grüne Partei Lettlands (LZP)                  |
|  | Bauernverband Lettlands (LZS)                 |
|  | Für Vaterland und Freiheit (TB/LNNK)          |
|  | Volkspartei (TP)                              |